# Taglialegna

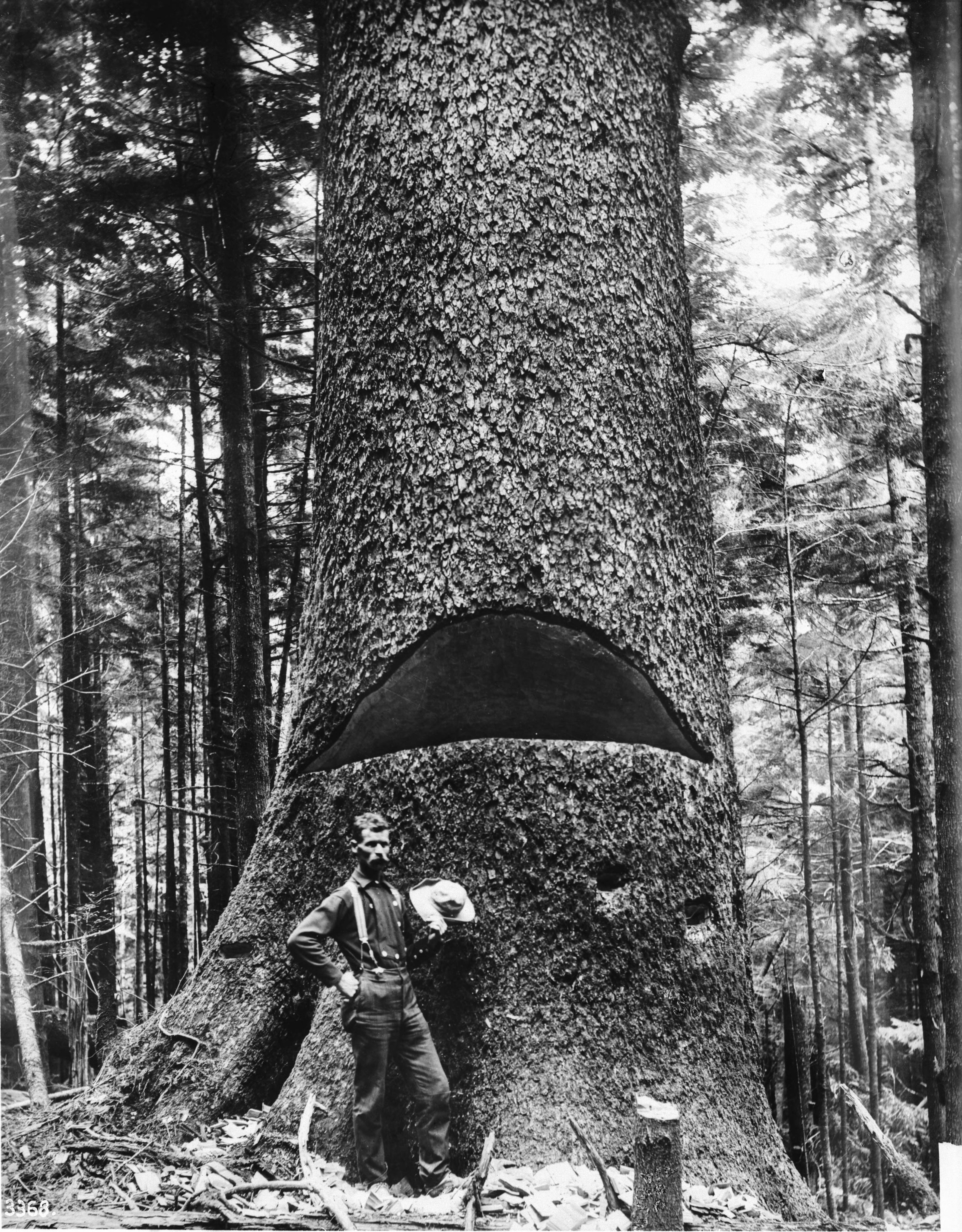
Boscaiolo in piedi alla base di un enorme albero che mostra un taglio, 1900 circa

Il taglialegna (o boscaiolo) è un antico mestiere, praticato ancora oggi, svolto tipicamente dagli abitanti di zone montane coperte da boschi e foreste.

## Descrizione
L'attività, di origini antichissime, consiste nel taglio del bosco, principalmente demaniale, secondo i criteri propri della selvicoltura (es. bosco ceduo o bosco ad alto fusto, taglio di piante malate, vecchie, secche, bruciate, pericolanti, ecc.), con la legna ricavata destinata ad uso o consumo da parte degli abitanti del luogo principalmente come legna da ardere oppure venduta a terzi. Spesso prima del taglio vero e proprio avveniva la cosiddetta marchiatura ovvero la segnatura delle piante che invece venivano opportunamente selezionate per non essere abbattute. Gli strumenti utilizzati variavano da seghe a mano fino a più moderne motoseghe. Assieme alle figure altrettanto note del carbonaio e dell'artigiano contribuivano alla cosiddetta economia del legno. Ad oggi la figura del boscaiolo è stata sostituita da figure professionali specializzate simili